# Гравітаційний потяг

У шахті через центр Землі маса коливається від поверхні до поверхні.

Гравітаційний потяг або гравітаційний поїзд — теоретичний спосіб транспортування, розроблений таким чином, щоб переміщатися між двома пунктами на поверхні сферичного об'єкта, які об'єднані прямим тунелем, що проходить безпосередньо від одного до іншого пункту через цей самий об'єкт.
У великому тілі, такому як планета, цей потяг можна було б приводити в рух використовуючи тільки силу тяжіння. Спочатку, під час першої половини поїздки (від пункту відправлення до середини), сила тяжіння буде рухати його до місця призначення. Під час другої половини подорожі прискорення вільного падіння було б протилежне напрямку траєкторії, однак (ігноруючи силу тертя) швидкість, набута у першій частині поїздки, була б достатньою, щоб потяг досяг свого місця призначення зі швидкістю рівною нулю.

## Завдання
У реальності є дві причини, з яких гравітаційні потяги не існують. Перша полягає в тому, що ніякі, відомі в даний час матеріали, не здатні витримати дуже високу температуру і тиск земних надр. Друга проблема — це тертя кочення, яка могла б бути вирішена за допомогою маглева. Однак, якщо усе повітря не буде викачане з тунелю, то виникатиме опір повітря. Вирішення цієї проблеми вимагає додаткових потужностей.
Гравітаційний потяг можна розглядати, як екстремальні американські гірки.
Більш реалістичний варіант здійснення схожої концепції полягає в будівництві тунелю, що не виходить за межі земної кори. Тоді, при досягненні першої космічної швидкості, гравітаційний потяг стає вакуумним потягом. Максимальна енергія магнітів додаватиме потягу необхідної швидкості. При її досягненні суміш буде «падати» по балістичній траєкторії, як і у випадку штучного супутника Землі, а енергія буде потрібною лише для стабілізації і подолання залишкового опору повітря у вакуумному тунелі.

## Походження поняття
У XVII столітті британський вчений Роберт Гук у листі до Ісаака Ньютона поділився ідею, щодо прискорення об'єкта у великому тілі — планеті. Проект гравітаційного потяга був представлений Паризькою Академією Наук в XIX столітті. В 1960-х роках ідея була знову відкрита, коли фізик Пол Купер опублікував роботу в американському «Журналі фізики» .

## У культурі
У 1902 році вийшла брошура А. А. Рідних «Самокатна підземна залізниця між Санкт-Петербургом і Москвою». Фантастичний роман, який скаладається з трьох незакінчених розділів.
Про спосіб роботи гравітаційної дороги розповідається у книзі «Цікава фізика» Я. І. Перельмана. У всесвіті трилогії «Зоряне дитя» Джека Вільямсона і Пола Фредерика присутні гравітаційні потяги, мережа яких охоплює усю планету.
|  | Велетенська сфера рушила з місця абсолютно безшумно і плавно. Вони не відчули ніякого поштовху, але одразу почали відчувати незвичайну легкість. Така була особливість подорожі гравітаційним потягом. Поїзд стрімко мчав по прямій з однієї точки в іншу. Після підвищення початкового прискорення, перша половина шляху нагадувала падіння в кабіні надшвидкісного ліфта. |

У фільмі Пригадати все все 2012 показаний ліфт «СКАТ», який з'єднує територію Європи (Об'єднана Британська Федерація) та Австралії (Колонія). Жителі колонії щодня прибувають в ОБФ на роботу, а ввечері поверталися назад.
Також гравітаційне метро згадується у серії романів Джаспера Ффорде про Четверг Нонетот, з допомогою якого з Лондона до Сіднея можна дістатися за 40 хвилин. Гравіметро дозволяло без затримки доправляти пасажирів у віддалені куточки планети (Токіо, Сідней, Окленд, Рим, Лос-Анджелес).

## Математичні розрахунки
Деякі факти щодо гравітаційного потяга.
- Час в дорозі у всіх гравітаційних потягах, що рухаються по прямій лінії без тертя, на певній планеті буде однаковим, незалежно від початкового і кінцевого пункту подорожі . Для Землі цей час дорівнював би 2530,30 секундам (майже 42,2 хвилини), якби вона була ідеальною кулею.[2]
- Час поїздки залежить тільки від густини планети і гравітаційної сталої.
- Після половини пройденого шляху швидкість стає максимальною. Для потяга, який проходить безпосередньо через центр Землі, ця максимальна швидкість складає приблизно 7900 метрів в секунду (28440 км / год, 23 Маха).